# Byfjorden
Byfjorden es un fiordo de la provincia de Hordaland, Noruega. Separa la isla de Askøy de la península de Bergen pasando por Bergen. La entrada oeste está entre la localidad de Drotningsvik en el borough de Laksevåg, Bergen y la villa de Marikoven en el municipio de Askøy. La entrada oeste está entre Ask en Askøy y Mjølkeråen en el borough de Åsane en Bergen. Por el norte se une con los fiordos Salhusfjorden y Herdlefjorden. El Byfjorden es cruzado por el puente de Askøy, que pasa por el extremo oeste. El nombre siginifca «ciudad fiordo» por su importancia como ruta de transporte para la ciudad de Bergen.